# Adelotypa
Adelotypa is een geslacht van vlinders uit de familie van de prachtvlinders (Riodinidae), onderfamilie Riodininae.
Adelotypa werd in 1895 voor het eerst wetenschappelijk beschreven door Warren.

## Soorten
Adelotypa omvat de volgende soorten:
- Adelotypa annulifera (Godman, 1903)
- Adelotypa argiella (Bates, H, 1868)
- Adelotypa asemna (Stichel, 1910)
- Adelotypa bolena (Butler, 1867)
- Adelotypa borsippa (Hewitson, 1863)
- Adelotypa curulis (Hewitson, 1874)
- Adelotypa malca (Schaus, 1902)
- Adelotypa mollis (Butler, 1877)
- Adelotypa penthea (Cramer, 1777)
- Adelotypa trinitatis (Lathy, 1932)